# クラウディア・フィギュラ
クラウディア・フィギュラ（Klaudia Figura、）は、ポーランドの元ポルノ女優。

## 来歴
ポーランド南部のマウォポルスカ県で生まれる。18歳の時からナイトクラブで踊り始め、ポルノ映画界と接点を持った。2001年にポルノ映画会社ピンクプレスと契約を結び、『Hip Sex Hop』、『Igraszki maturzystek』など数本の映画を撮った。

### 連続性交記録
アメリカ合衆国のポルノスターヒューストンによるギャングバング世界記録更新を収めたビデオのヒットに触発され、ポーランド最大手の制作会社ピンクプレスはワルシャワのエロティコンに絡めて同様のイベントを毎年企画した。しかし2001年にはカシア・ラスカ（Kasia Laska）による169人と言う記録に留まった。
2002年2月10日、フィギュラは12時間以内に646回の性行為を行ない、ヒューストンが保持していた1日620回の連続セックスの記録を更新した。当日はポーランド人のフィギュラ、ブラジル出身のマヤラ・ロドリゲス（マヤラ名義）、イギリス人のベティ・スウォロックス（クレア・ブラウン名義）が記録に挑戦した。クレア・ブラウンは466回で脱落したが、マヤラは633回を記録し最後まで優勝争いを繰り広げた。
但し実際にはヒューストンの記録は1999年10月にキャンディ・アップルズによって既に742回に更新されており、フィギュラの記録は世界新記録では無かった。フィギュラはイベント後1日休憩したのみで次のハードコアポルノ映画『Wesele』に出演した。